# CBERS–2
CBERS–2 (China Brazil Earth Resources Satellite) (kínai jelölés: ZY–2 1/Zi Yuan) kínai/brazil Föld erőforrás kutató műhold.

## Küldetés
Az 1994-ben megerősített együttműködés alapján kialakított kutatási programnak megfelelően erőforrás-kutatás végzése, az eredmények értékelése, népgazdasági célok teljesítéséhez történő felhasználás.

## Jellemzői
Együttműködés keretében fejlesztette és gyártotta a Brazil Nemzeti Űrkutatási Intézet (INPE – Instituto Nacional de Pesquisas Espaciais) és a Tudományos Akadémia Speciális Technológiai Intézete (CAST). Az adatokat feldolgozta a kínai CRESDA (Kínai Erőforrások Központja – műholdas adatok és alkalmazások). Társműholdja a
Megnevezései: JB-3A; Kína–44; PRC-44 (Popular Republic of China); COSPAR: 2000-050A; GRAU-kódja: 26481.
2000. szeptember 1-jén a Tajjüan Űrközpont (TSLC) LC–7 (LC–Launch Complex) jelű indítóállványról egy CZ–4B (Chang Zheng–4B) hordozórakétával állították alacsony Föld körüli pályára (LEO = Low-Earth Orbit). Az orbitális pályája 94,43 perces, 97,40 fokos hajlásszögű, elliptikus pálya perigeuma 489 kilométer, az apogeuma 501 kilométer volt.
Az első generációs műholdak (CBERS–1, CBERS–2, CBERS–2B) 1999-2007 között lettek szolgálatba állítva.
A nagy felbontású CCD kamera 113 kilométert átfogva, 19,5 méteres pontossággal készített felvételeket. A képeket a pekingi BISME központba továbbította, ahol elemezve a látottakat, tudományos megállapításokkal segítették a mezőgazdaság, a geológia, a hidrológia és a környezetvédelem munkálatait. Minden 26. napon ugyanarról a területről készített felvételeket. Három tengelyesen forgás stabilizált űreszköz. Szolgálati idejét 2 évre tervezték. Formája egy paralelepipedon 1,8 × 2,0 × 2,2 méter, amelyhez egy forgatható napelem csatlakozik (1100 watt), kinyúló távolsága 6,3, szélessége 2,5 méter. Éjszakai (földárnyék) energia ellátását újratölthető nikkel-kadmium akkumulátorok biztosították (2x30 Ah). Tömege 1450 kilogramm. Üzemanyaga és gázfúvókái segítik a stabilitást, illetve a pályaelemek tartását.
2007-ben 4 éves szolgálat után kikapcsolták.